# Kepler-1544b
Kepler-1544b là một ngoại hành tinh có khả năng sinh sống (mẫu lạc quan) được công bố vào năm 2016.